# Fundación
Fundación là một khu tự quản thuộc tỉnh Magdalena, Colombia. Thủ phủ của khu tự quản Fundación đóng tại Fundación Khu tự quản Fundación có diện tích 1157 ki lô mét vuông. Đến thời điểm ngày 28 tháng 5 năm 2005, khu tự quản Fundación có dân số 51251 người.